# Літургія (повинність)
Літургія — у давньогрецьких полісах державна повинність, яку виконували заможні громадяни та метеки. Наприклад, утримання учасників гімнастичних змагань чи навіть спорядження кораблів афінського флоту.
Надзвичайно обтяжливою серед усіх літургій вважалася триєрархія — спорядження триєри. Була поширена також в елліністичному Єгипті, Стародавньому Римі, Візантії.